# 牛角窩
牛角窩（英語：Ngau Kok Wo）是香港新界沙田區的一條已消失客家村落，位於沙田頭。

## 歷史
牛角窩最早已載於1866年新安縣全圖上，位置約於沙田頭和作壆坑之間。牛角窩規模很小，1899年約有10名村民，到了1911年只剩下3名居民。

## 外部連結
- 居民代表選舉灰窰下與謝屋（沙田）的劃定現有鄉村範圍（2019至2022年） （页面存档备份，存于）